# Пакистанская антарктическая программа
Пакистанская антарктическая программа (урду پاکستان جنوبی قطب برنامه‎, сокращённо PAP) — научно-административный отдел Министерства науки и технологий Пакистана. Программа координирует научные исследования и оперативную поддержку в регионе. Программа финансируется Пакистанским научным фондом и Министерством науки и технологий.

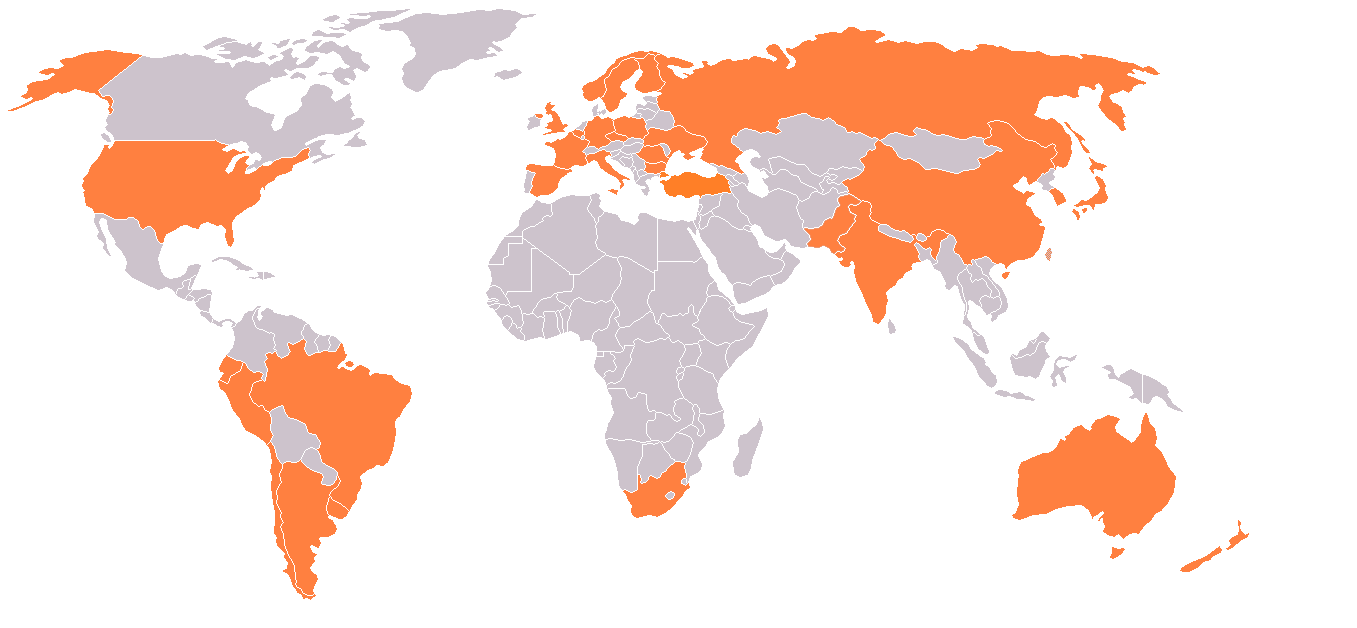
Государства мира, имеющие станции в Антарктиде по состоянию на 2016 год

Первая пакистанская экспедиция в Антарктиду началась в январе 1991 года под эгидой Национального института океанографии (NIO). В ней приняли участие исследовательский корабль Бер Пайма и эсминец ВМФ Пакистана Tariq, на борту которых находились учёные и морские пехотинцы. В результате была создана первая пакистанская исследовательская станция Джинна. Пакистан стал первой мусульманской страной, запустившей собственную антарктическую программу.
Пакистан является ассоциированным членом Научного комитета по изучению Антарктики с 15 июня 1992 года, но не присоединился к договору об Антарктике по экономическим причинам.
Сейчас Пакистан имеет две летние исследовательские станции и одну обсерваторию недалеко от горного хребта SOR Rondane. Пакистан также планирует построить полноценную постоянную базу в Антарктиде. Это позволит проводить исследования на протяжении всего года. Основными направлениями исследований являются геология, геофизика, экология и океанография.